# Аллен (Оклахома)
Аллен (англ. Allen) — місто (англ. town) в США, в округах Г'юз і Понтоток штату Оклахома. Населення — 805 осіб (2020).

## Географія
Аллен розташований за координатами 34°52′39″ пн. ш. 96°24′47″ зх. д. / 34.87750° пн. ш. 96.41306° зх. д. (34.877383, -96.412987).  За даними Бюро перепису населення США в 2010 році місто мало площу 2,29 км², уся площа — суходіл.

## Демографія
Згідно з переписом 2010 року, у місті мешкали 932 особи в 355 домогосподарствах у складі 250 родин. Густота населення становила 406 осіб/км².  Було 430 помешкань (187/км²).
Расовий склад населення:
| - 75,5 % — білих - 17,8 % — корінних американців - 0,4 % — азіатів - 0,1 % — вихідців з тихоокеанських островів - 0,1 % — чорних або афроамериканців |

До двох чи більше рас належало 5,9 %. Частка іспаномовних становила 1,0 % від усіх жителів.
За віковим діапазоном населення розподілялося таким чином: 23,6 % — особи молодші 18 років, 56,8 % — особи у віці 18—64 років, 19,6 % — особи у віці 65 років та старші. Медіана віку мешканця становила 41,3 року. На 100 осіб жіночої статі у місті припадало 88,7 чоловіків;  на 100 жінок у віці від 18 років та старших — 79,3 чоловіків також старших 18 років.
Середній дохід на одне домашнє господарство  становив 46 024 долари США (медіана — 38 667), а середній дохід на одну сім'ю — 54 024 долари (медіана — 45 114). Медіана доходів становила 35 000 доларів для чоловіків та 30 000 доларів для жінок. За межею бідності перебувало 25,8 % осіб, у тому числі 39,7 % дітей у віці до 18 років та 13,4 % осіб у віці 65 років та старших.
Цивільне працевлаштоване населення становило 289 осіб. Основні галузі зайнятості: освіта, охорона здоров'я та соціальна допомога — 24,6 %, виробництво — 22,8 %, роздрібна торгівля — 9,3 %, транспорт — 6,9 %.